# Cerastes vipera
Cerastes vipera е вид змия от семейство Отровници (Viperidae). Видът не е застрашен от изчезване.

## Разпространение и местообитание
Разпространен е в Алжир, Египет, Западна Сахара, Израел, Либия, Мавритания, Мали, Мароко, Нигер, Тунис и Чад.
Обитава пустинни области, места с песъчлива почва, поляни, храсталаци, дюни, крайбрежия и плажове.

## Описание
Популацията на вида е стабилна.